# María Teresa Tipanta Ambato
María Teresa Tipanta Ambato (Sangolquí, 8 de septiembre de 1926-Quito, 2010) fue una activista social ecuatoriana comprometida con la lucha de los habitantes de los barrios de Marcopamba y San José de Chilibulo, ubicados al sur de la ciudad de Quito.

## Biografía
Durante su vida, María Teresa Tipanta Ambato tuvo variados oficios. Fue cocinera, criadora de animales, horticultora, fabricante de ladrillos, minera de arena, y costurera. En esta última labor destacó, y pudo exportar a Europa los tejidos que fabricó junto a su asociación textil comunitaria.
Su labor de activista se desarrolló principalmente en las zonas empobrecidas del sur de Quito, estableciendo una sede de lucha vecinal en su propia casa. Se ligó a los campesinos costeros organizados por Maquita Cusunchic. Uno de sus logros más destacados fue conseguir, gracias a la movilización vecinal, la apertura del Hospital del Sur Enrique Garcés.

## Homenajes
En 2012 el Concejo Metropolitano de Quito rebautizó la calle S42, ubicada en el barrio Pueblo Solo Pueblo, de la parroquia de Quitumbe, con el nombre de María Teresa Tipanta Ambato.